# The Mormons
The Mormons (dt.: Die Mormonen) ist eine vierstündige Dokumentation des Fernsehsenders Public Broadcasting Service über die Kirche Jesu Christi der Heiligen der Letzten Tage. Die Dokumentation wurde von Helen Whitney produziert und am 30. April und 1. Mai 2007 ausgestrahlt.

## Inhalt
Der erste Teil berichtet über die Geschichte der Kirche Jesu Christi der Heiligen der Letzten Tage. Es beginnt mit der Geschichte von Joseph Smith: seine Erste Vision und wie der Engel Moroni die Goldplatten zu Joseph Smith brachte. Dann werden die Themen Anti-Mormonismus und die Polygamie behandelt. Darauf folgt ein Bericht über den Utah-Krieg.
Der zweite Teil handelt von der heutigen Kirche Jesu Christi der Heiligen der Letzten Tage. Es werden Missionare der Kirche gezeigt und der Umgang mit Kritikern des Mormonentums. Dann werden der Umgang mit Homosexualität in der Kirche und am Schluss die Frauen in der Kirche thematisiert.

## Kritiken
Die New York Times schrieb über die Dokumentation: „Jedoch ist die Darstellung der heutigen Kirche, welche nach der Dokumentation 12 Millionen Mitglieder zählt, sehr beeindruckend.“ Auf der anderen Seite kritisierte der Boston Globe die Dokumentation: „The Mormons ist voll von informierten Gesprächspartnern. Diese sind Kirchenhistoriker, Journalisten und Kirchenälteste und eine Ansammlung von glücklichen Mormonen. Es wäre gut, wenn man die Mormonen von den Nicht-Mormonen unterscheiden könnte. Mitt Romney wird kurz gezeigt, jedoch wollte er bei der Dokumentation nicht mitmachen.“ Reuters schrieb über die Dokumentation: „Wenn es in dieser sehr informativen und anschaulichen Dokumentation einen Schwachpunkt gibt, dann ist es die Zeit, die verwendet wird, um die mormonischen Missionare zu beleuchten, und der Umgang mit Kritikern der Kirche. Jedoch ist dies eine brilliante Arbeit zu einem interessanten Thema.“ The Nation war von dieser Dokumentation enttäuscht.

## Weitere Literatur
- Richard E. Bennett: A Response to the PBS Documentary, The Mormons. In: Mormon Historical Studies. Band 8, Nr. 1, 2. Mormon Historic Sites Foundation, 2007.
- Brian Q. Cannon, Mario S. De Pillis, Richard E. Bennett: The Mormons, produced by Helen Whitney. In: BYU Studies. Band 46, Nr. 2, 2007, S. 305–320.
- Vince Horiuchi: ‘The Mormons’ documentary breaks PBS ratings records. The Salt Lake Tribune, 2. Mai 2007.
- Scott D. Pierce: ‘The Mormons’ on PBS takes aim at stereotypes. Deseret News, 14. Januar 2007.
- Helen Whitney: The Making of the Mormons: My Four Years as a Stranger in the Strange Land of Mormonism. Sunstone, Dezember 2007, S. 32–43.
- Helen Whitney: PBS Frontline: ‘The Mormons’. Live Q&As. The Washington Post, 2. Mai 2007.
- PBS Documentaries Lead to Vigorous Discussion. News Story. In: MormonNewsroom.org. LDS Church, 2. Mai 2007.